# Anton von Brandis

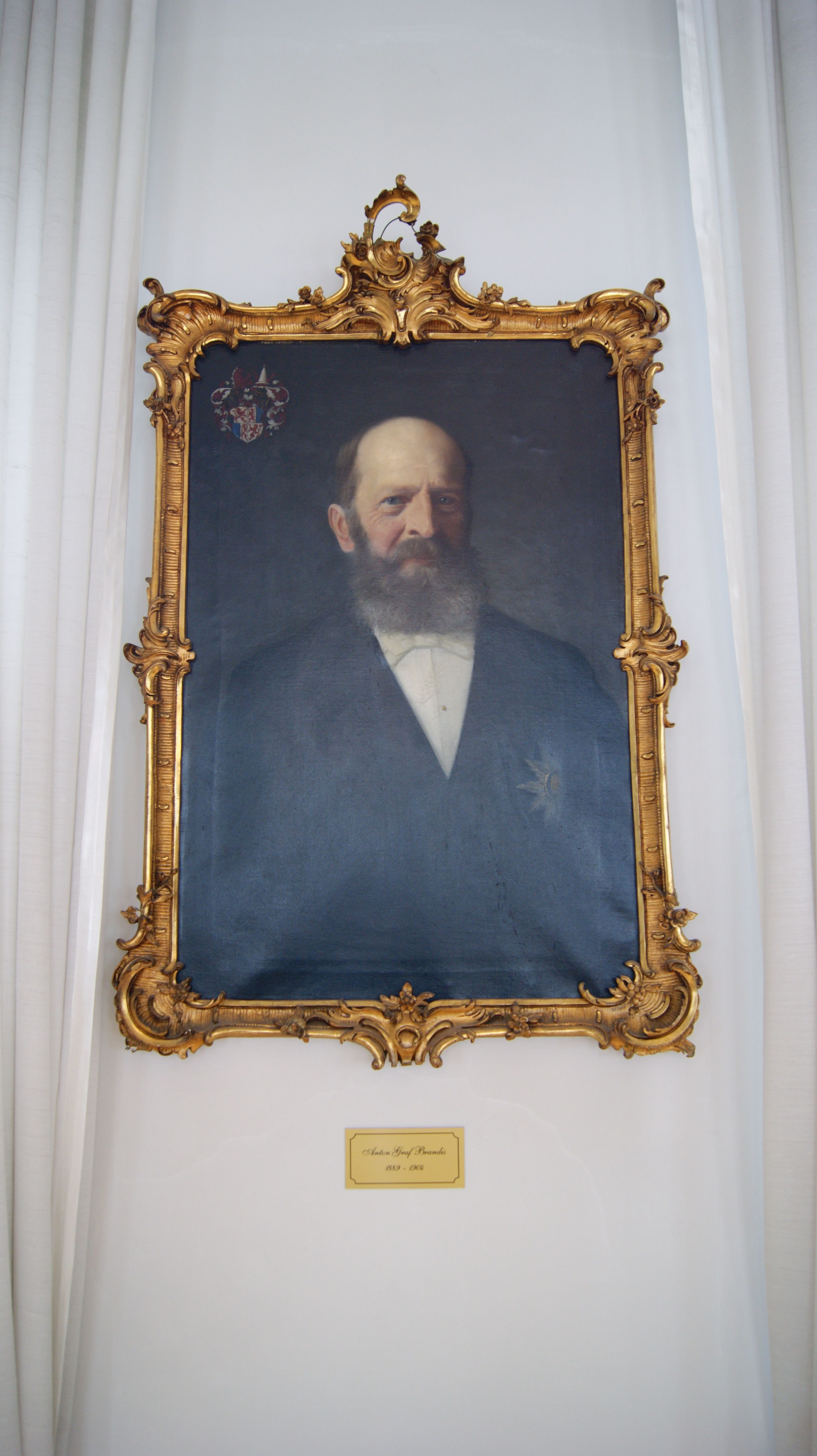
Anton von Brandis – Bild im Rokokosaal des Alten Landhauses in Innsbruck

Anton Adrian Karl Leopold Graf von Brandis, offiziell Anton Graf und Herr zu Brandis, Freiherr zu Leonburg, Forst- und Fahlburg, (* 24. Februar 1832 in Laibach, Kaisertum Österreich; † 14. Mai 1907 in Lana) war Landeshauptmann von Tirol.

## Leben
Anton Graf von Brandis, Sohn von Clemens von Brandis aus dem Südtiroler Adelsgeschlecht Brandis, war k. u. k. Geheimer Rath und Kämmerer und erbliches Mitglied des österreichischen Herrenhauses. Graf Brandis war vom 30. September 1889 bis zum 25. April 1904 Landeshauptmann von Tirol. Er erwarb sich besondere Verdienste um das Tiroler Landesschulgesetz von 1892. Der Verwaltungsfachmann tat sich auch bei der Neuordnung der Grundsteuer und der Gemeindeverfassung hervor. Zusammen mit Heinrich Böhm war er Konzessionär der Eisenbahn Bozen-Meran und hatte entscheidenden Anteil am Bau dieser Verkehrslinie.
Zudem war er Vorsitzender der Österreichischen Leo-Gesellschaft in Tirol, einem von dem Historiker Joseph Alexander von Helfert gegründeten und nach Papst Leo XIII. benannten Verein zur Förderung katholischen Wissens. Er war Präsident des Generalrates der St. Vinzenzgesellschaften für Tirol. Am 14. Juni 1892 wurde er Ehrenmitglied der katholischen Studentenverbindung AV Austria Innsbruck.
Er war Verfasser des Brandis’schen Familienbuchs.

## Schriften
- Studien über die Verfassungs-Geschichte der Gemeinde Lana. In: Zeitschrift des Ferdinandeums für Tirol und Vorarlberg. Folge 3, Heft 18, 1874, S. 161–196 (Digitalisat).
- Die Vogtei der Pfarre Lana, ein mehr als 200jähriger Streit zwischen dem Deutschen Ritter Orden und der Familie Brandis. In: Zeitschrift des Ferdinandeums für Tirol und Vorarlberg. Folge 3, Heft 31, 1887, S. 1–69 (zobodat.at [PDF]).

## Quelle
- Academia, V. Jahrgang, Nr. 3 vom 15. Juli 1892, S. 70.

| Personendaten    | Personendaten                                                                 |
| ---------------- | ----------------------------------------------------------------------------- |
| NAME             | Brandis, Anton von                                                            |
| ALTERNATIVNAMEN  | Brandis, Anton Graf von (vollständiger Name); Brandis, Anton Graf und Herr zu |
| KURZBESCHREIBUNG | österreichischer Politiker, Landtagsabgeordneter                              |
| GEBURTSDATUM     | 24. Februar 1832                                                              |
| GEBURTSORT       | Laibach                                                                       |
| STERBEDATUM      | 14. Mai 1907                                                                  |
| STERBEORT        | Lana                                                                          |